# Nekrolog 1716
Nekrolog
◄◄
| ◄
| 1712
| 1713
| 1714
| 1715
| 1716 | 1717 | 1718 | 1719 | 1720 | ► | ►►
Weitere Ereignisse | Allgemeiner Nekrolog 1716
Die Beschreibung der verstorbenen Person sollte so kurz wie möglich gehalten sein und nur deren signifikante Tätigkeit(en) enthalten.
Neue Namen ggf. auch unter dem Geburts- und Sterbedatum, also etwa unter 1. Januar und im Geburts- und Sterbejahr (2024) eintragen (nur bei entsprechender großer Wichtigkeit). Für Beispiele siehe die schon vorhandenen Artikel.
Außerdem über die fünf zuletzt Verstorbenen, zu denen es einen ausreichend guten Artikel für eine Präsentation auf der Hauptseite gibt, nach der todesbedingten Überarbeitung der Artikel ggf. auch unter Wikipedia Diskussion:Hauptseite informieren und sie am besten auch in den anderen Wikipedia-Sprachversionen eintragen. Tipp: Regelmäßig bei news.google.de nach „ist tot“, „gestorben“ oder „verstorben“ suchen.
Wenn eine Person gestorben ist, gibt es viele Seiten zu dieser Person in der Wikipedia, die davon auch betroffen sind und entsprechend aktualisiert werden müssen. Beispiele: Namenübersichtsseite, Geburtsjahr, Geburtsort-Seiten und viele mehr.
Wie finde ich die betroffenen Seiten?
Im Suchfeld auf der linken Seite gibt man den Suchbegriff so ein: „Vorname Nachname“. Dann klickt man auf Volltext und alle Seiten mit entsprechendem Suchtext werden aufgerufen. Hier sieht man dann schnell, wo auch das Todesjahr Sinn macht oder sogar ein Teil des Artikels angepasst werden muss. Auch hilft das „Werkzeug“ auf der linken Seite sehr gut, um solche Seiten aufzufinden: „Links auf diese Seite“. Somit ist die Wikipedia wieder aktuell in allen Bereichen! Hinweis: bei Eintragung der Kategorie „Gestorben JAHR“ wird der Missbrauchsfilter 49 ausgelöst, was jedoch nicht schlimm ist. Siehe: Spezial:Missbrauchsfilter/49
Dies ist eine Liste von im Jahr 1716 verstorbenen bekannten Persönlichkeiten. Die Einträge erfolgen innerhalb der einzelnen Daten alphabetisch sortiert. Tiere sind im Nekrolog für Tiere zu finden.

## Januar
| Tag        | Name                                         | Beruf, bekannt als                                                           | Alter | Beleg |
| ---------- | -------------------------------------------- | ---------------------------------------------------------------------------- | ----- | ----- |
| 2. Januar  | Michelangelo Fardella                        | sizilianischer Forscher und Gelehrter                                        |       |       |
| 8. Januar  | Franz Ernst von Hessen-Darmstadt             | deutscher Adliger                                                            | 20    |       |
| 8. Januar  | Johann Joachim Zeuner                        | deutscher Drost und Zeichner, Kammersekretär von Georg I. von Großbritannien | 68    |       |
| 11. Januar | Marfa Matwejewna Apraxina                    | durch Heirat Zarin von Russland                                              |       |       |
| 30. Januar | Marie Casimire Louise de la Grange d’Arquien | Königin von Polen                                                            | 74    |       |

## Februar
| Tag         | Name                               | Beruf, bekannt als                        | Alter | Beleg |
| ----------- | ---------------------------------- | ----------------------------------------- | ----- | ----- |
| 2. Februar  | Juan Domingo de Zuñiga y Fonseca   | Statthalter der spanischen Niederlande    | 75    |       |
| 3. Februar  | Giuseppe Alberti                   | italienischer Barockmaler                 | 75    |       |
| 9. Februar  | Christian Wittich                  | deutscher Unternehmer                     | 77    |       |
| 11. Februar | Günther Christoph Schelhammer      | deutscher Mediziner                       | 66    |       |
| 13. Februar | Georg Albrecht Hamberger           | deutscher Mathematiker und Physiker       | 53    |       |
| 17. Februar | Jakob Rohrmeister                  | österreichischer katholischer Geistlicher |       |       |
| 19. Februar | Dorothe Engelbretsdatter           | norwegische Schriftstellerin              | 82    |       |
| 19. Februar | Yostos                             | Kaiser von Äthiopien                      |       |       |
| 21. Februar | Anna Elisabeth Behaim              | deutsche Dichterin geistlicher Lieder     | 31    |       |
| 23. Februar | Maria Anna von Thun und Hohenstein | Prinzessin von Liechtenstein              | 17    |       |

## März
| Tag      | Name                            | Beruf, bekannt als                                                                                           | Alter | Beleg |
| -------- | ------------------------------- | --- | ----- | ----- |
| 3. März  | Jesper Friis                    | königlich dänischer Oberst und zuletzt Chef des Fühnischen Infanterie-Regiment                               | 42    |       |
| 3. März  | Liberat Weiß                    | Missionar des Franziskanerordens und katholischer Märtyrer                                                   | 41    |       |
| 4. März  | Wenzel Hroznata von Guttenstein | General |       |       |
| 10. März | Wenzel Ludwig von Radolt        | österreichischer Adeliger, Komponist und Lautenist                                                           | 48    |       |
| 15. März | Franz Ferdinand von Rummel      | Fürstbischof der Diözese Wien                                                                                | 71    |       |
| 19. März | Dietrich von Brömbsen           | Ratsherr der Hansestadt Lübeck                                                                               |       |       |
| 25. März | Bartholomäus Ebner              | Architekt, Kirchenbaumeister und Hofbaumeister                                                               |       |       |
| 26. März | Johann Friedrich Gleditsch      | deutscher Verlagsbuchhändler                                                                                 | 62    |       |
| 28. März | Bernhard Pflug                  | Geheimer Rat und Hofmarschall, Oberstallmeister, Hauptmann des Neustädtischen Kreises und Rittergutsbesitzer | 78    |       |
| 30. März | Hans Christian von Rhoeden      | preußischer Generalmajor und Kommandeur des Kürassierregiments Nr. 2                                         |       |       |

## April
| Tag       | Name                                    | Beruf, bekannt als                                             | Alter | Beleg |
| --------- | --------------------------------------- | -------------------------------------------------------------- | ----- | ----- |
| 2. April  | Martin Grünwald                         | deutscher Geistlicher, Theologe, Lehrer und Kirchenlieddichter | 61    |       |
| 4. April  | Sigismund II. Braun                     | österreichischer Zisterzienser                                 | 56    |       |
| 4. April  | Johann Georg Layritz                    | Polyhistor, Rektor des Hofer Gymnasiums                        | 68    |       |
| 6. April  | Johann Heinrich Hoffmann                | deutscher Astronom                                             |       |       |
| 9. April  | Andreas Wolff                           | deutscher Maler                                                | 63    |       |
| 10. April | Samuel Faber                            | deutscher Dichter                                              | 59    |       |
| 11. April | Christian Knaut                         | deutscher Arzt, Botaniker und Bibliothekar                     | 59    |       |
| 11. April | Johannes Kneyl                          | dänischer Generalmajor                                         |       |       |
| 11. April | Leo Ulfeldt                             | österreichischer Feldmarschall im spanischen Erbfolgekrieg     | 65    |       |
| 13. April | Arthur Herbert, 1. Earl of Torrington   | englischer Admiral                                             |       |       |
| 13. April | Johann Jakob Müller                     | deutscher Moralphilosoph                                       | 65    |       |
| 19. April | Johann Erasmus Seiffart von Klettenberg | Verwaltungsjurist, Politiker                                   | 82    |       |
| 20. April | Johann Paul Codomann                    | deutscher Maler                                                | 59    |       |
| 21. April | Hieronymus Pasmann                      | deutscher Theologe und Pädagoge                                | 75    |       |
| 26. April | Georg von Giesche                       | schlesischer Kaufmann und Fabrikant                            | 62    |       |
| 26. April | John Somers, 1. Baron Somers            | englischer Jurist und Staatsmann                               | 65    |       |
| 27. April | Friedrich Casimir zu Lynar              | Herr von Lübbenau                                              | 42    |       |
| 27. April | Ferdinand Karl Weinhart                 | österreichischer Arzt, Leibarzt Kaiser Karl VI.                | 61    |       |
| 28. April | Louis-Marie Grignion de Montfort        | französischer Volksmissionar, Schriftsteller und Ordensgründer | 43    |       |

## Mai
| Tag     | Name                                               | Beruf, bekannt als                                                                                   | Alter | Beleg |
| ------- | -------------------------------------------------- | --- | ----- | ----- |
| 4. Mai  | Johann Matthäus von Merian                         | Portraitmaler                                                                                        | 56    |       |
| 5. Mai  | Johannes Fecht                                     | deutscher lutherischer Theologe                                                                      | 79    |       |
| 5. Mai  | Paolo Pagani                                       | italienischer Maler                                                                                  | 60    |       |
| 11. Mai | Franz de Hieronymo                                 | italienischer Jesuit und Heiliger                                                                    | 73    |       |
| 15. Mai | Lukas Glöckel                                      | österreichischer Architekt des Barocks in Mähren                                                     |       |       |
| 15. Mai | Valentino Pezzani                                  | italienischer Baumeister des Barocks in Franken                                                      | 66    |       |
| 17. Mai | Franz Michael von Boltenstern                      | deutscher Jurist und Direktor des königlich schwedischen Hofgerichts in Greifswald                   | 58    |       |
| 17. Mai | Joan Corver                                        | Amsterdamer Bürgermeister und niederländischer Diplomat                                              | 88    |       |
| 19. Mai | Hieronymus Leopold von Wolff-Metternich zur Gracht | deutscher Adliger und Gutsbesitzer                                                                   | 54    |       |
| 25. Mai | Georg Christoph von Wachholtz                      | kurbrandenburgischer Oberkammerjunker, Dompropst zu Kolberg und Amtshauptmann im Kloster Marienfließ | 69    |       |
| 29. Mai | Carl Piper                                         | schwedischer Staatsmann                                                                              | 68    |       |

## Juni
| Tag      | Name                      | Beruf, bekannt als                                                                                      | Alter | Beleg |
| -------- | ------------------------- | --- | ----- | ----- |
| 2. Juni  | Ogata Kōrin               | japanischer Maler und Lackkünstler                                                                      |       |       |
| 5. Juni  | Roger Cotes               | englischer Mathematiker                                                                                 | 33    |       |
| 6. Juni  | Carl Ewald von Rönne      | russischer Militär, General der Kavallerie, Obermarschall von Kurland und Russlands Kommandant in Polen | 53    |       |
| 8. Juni  | Johann Wilhelm            | Pfalzgraf und Herzog von der Pfalz-Neuburg, Herzog von Jülich und Berg sowie Kurfürst von der Pfalz     | 58    |       |
| 18. Juni | Johann Philipp de Beaupre | kurbrandenburger Generalmajor und Kommandeur des Infanterie-Regiments Nr. 13                            |       |       |
| 19. Juni | Tokugawa Ietsugu          | minderjähriger Shōgun (1713–1716)                                                                       | 6     |       |
| 24. Juni | Hans Rudolf Tschudi       | Pfarrer in Gretschins zur Zeit des Wartauerhandels 1694/95                                              | 74    |       |

## Juli
| Tag      | Name                                             | Beruf, bekannt als                                                      | Alter | Beleg |
| -------- | ------------------------------------------------ | ----------------------------------------------------------------------- | ----- | ----- |
| 4. Juli  | Giovanni Canti                                   | italienischer Maler                                                     | 62    |       |
| 9. Juli  | Joseph Sauveur                                   | französischer Wissenschaftler, Begründer der wissenschaftlichen Akustik | 63    |       |
| 10. Juli | Friedrich Wilhelm von der Marwitz                | Brandenburger Generalmajor und Kommandant der Festung Oderberg          |       |       |
| 15. Juli | Lukas von Bostel                                 | deutscher Dichter, Jurist sowie Bürgermeister von Hamburg               | 66    |       |
| 15. Juli | Gaetano Veneziano                                | italienischer Komponist                                                 |       |       |
| 16. Juli | David von Fletscher                              | deutscher Kaufmann, Geheimer und Kommerzienrat sowie Rittergutsbesitzer |       |       |
| 20. Juli | Sigismund Christoph von Herberstein              | Bischof von Laibach                                                     | 72    |       |
| 20. Juli | Diederik van Veldhuyzen                          | Präsident der Staaten von Utrecht                                       |       |       |
| 21. Juli | Heinrich von Korff gen. Schmising zu Tatenhausen | Domherr und Deputierter bei der Landespfennigkammer                     | 66    |       |
| 24. Juli | Johann Georg Haresleben                          | österreichischer Steinmetzmeister des Barock                            |       |       |
| 26. Juli | Paolo Alessandro Maffei                          | italienischer Schriftsteller und Antiquar                               | 63    |       |

## August
| Tag        | Name                         | Beruf, bekannt als                                   | Alter | Beleg |
| ---------- | ---------------------------- | ---------------------------------------------------- | ----- | ----- |
| 1. August  | Jacques Boileau              | französischer Theologe und Kirchenhistoriker         | 81    |       |
| 3. August  | Sebastián Durón              | spanischer Organist und Komponist                    | 56    |       |
| 5. August  | Wenzel Siegfried von Breuner | österreichischer Feldmarschalleutnant                | 45    |       |
| 6. August  | Friedrich August             | Herzog von Württemberg, Linie Neuenstadt (1682–1716) | 62    |       |
| 12. August | Theodor Pauli                | deutscher Rechtswissenschaftler                      | 67    |       |
| 20. August | Brand Westermann             | Baumeister                                           | 70    |       |

## September
| Tag           | Name                 | Beruf, bekannt als                                                             | Alter | Beleg |
| ------------- | -------------------- | ------------------------------------------------------------------------------ | ----- | ----- |
| 1. September  | Heinrich Meißner     | Hamburger Rechenmeister und Gründer der Mathematischen Gesellschaft in Hamburg | 72    |       |
| 19. September | Albert Schrötteringk | deutscher Kaufmann und Hamburger Oberalter                                     |       |       |
| 25. September | Johann Christoph Pez | deutscher Komponist und Kapellmeister                                          | 52    |       |
| 26. September | Antoine Parent       | französischer Mathematiker                                                     | 50    |       |
| 30. September | Heinrich Georg Neuss | deutscher Kirchenlieddichter und Pastor                                        | 62    |       |

## Oktober
| Tag         | Name                                  | Beruf, bekannt als                                                                                           | Alter | Beleg |
| ----------- | ------------------------------------- | --- | ----- | ----- |
| 1. Oktober  | Giovanni Battista Bassani             | italienischer Komponist                                                                                      |       |       |
| 6. Oktober  | Johann David Feyerabend               | Bürgermeister in der Reichsstadt Heilbronn (1683–1716)                                                       | 72    |       |
| 10. Oktober | Anton Egon                            | Reichsfürst und gefürsteter Landgraf von Fürstenberg-Heiligenberg und Statthalter des Kurfürstentums Sachsen | 60    |       |
| 15. Oktober | Jakob Gronovius                       | klassischer Philologe, Archäologe, Historiker und Geograph                                                   | 70    |       |
| 17. Oktober | Anne Hamilton, 3. Duchess of Hamilton | schottische Adlige                                                                                           | 84    |       |
| 27. Oktober | Alexander Arnold Pagenstecher         | Rechtswissenschaftler und Hochschullehrer                                                                    | 57    |       |

## November
| Tag          | Name                                       | Beruf, bekannt als                                                                                 | Alter | Beleg |
| ------------ | ------------------------------------------ | -------------------------------------------------------------------------------------------------- | ----- | ----- |
| 2. November  | Engelbert Kaempfer                         | deutscher Gelehrter und Forschungsreisender (Russland, Persien, Indien, Siam, Japan)               | 65    |       |
| 3. November  | Johann Joseph Ignaz Loew von Erlsfeld      | böhmischer Jurist                                                                                  | 43    |       |
| 4. November  | Leopold Johann von Österreich              | Erzherzog von Österreich                                                                           |       |       |
| 4. November  | Giovanni Simonetti                         | Schweizer Baumeister                                                                               |       |       |
| 12. November | William Viner                              | irischer Violinist und Komponist                                                                   |       |       |
| 14. November | Gottfried Wilhelm Leibniz                  | deutscher Philosoph, universaler Wissenschaftler und Doktor des weltlichen und des Kirchenrechts   | 70    |       |
| 15. November | Martin Clausen                             | deutscher evangelischer Geistlicher und Bischof                                                    | 75    |       |
| 15. November | François Louis Rousselet de Châteaurenault | französischer Adliger, Marschall und Vizeadmiral                                                   | 79    |       |
| 16. November | Jacques Duding                             | Schweizer römisch-katholischer Geistlicher und Bischof von Lausanne                                | 73    |       |
| 17. November | Johann Georg Gutzmer                       | deutscher Jurist                                                                                   |       |       |
| 24. November | Christian Leonhard Leucht                  | deutscher Jurist und Publizist                                                                     | 71    |       |
| 26. November | Nils Bielke                                | schwedischer General                                                                               | 72    |       |
| November     | Johann Aegidius Bach                       | deutscher Bratschist und Altist in der Stadtmusikanten-Kompagnie in Erfurt (begraben 22. November) | 71    |       |

## Dezember
| Tag          | Name                              | Beruf, bekannt als                                                    | Alter | Beleg |
| ------------ | --------------------------------- | --------------------------------------------------------------------- | ----- | ----- |
| 1. Dezember  | Johann Samuel Drese               | deutscher Organist und Kapellmeister                                  |       |       |
| 3. Dezember  | Heinrich Tobias von Haslingen     | kaiserlicher Feldmarschall, Hofkriegsrat und Kommandant von Glogau    | 67    |       |
| 5. Dezember  | Georg Ludwig zu Solms-Rödelheim   | Kurbrandenburger Generalmajor                                         | 52    |       |
| 6. Dezember  | Benedictus a Sancto Josepho       | niederländischer Komponist des Barock                                 |       |       |
| 7. Dezember  | Ferdinand Maria Franz von Neuhaus | Obristkämmerer des bayerischen Kurfürsten Maximilian II. Emanuel      |       |       |
| 9. Dezember  | Friedrich Aly                     | osmanischer Soldat, Kammertürke am Hofe des Kurfürsten Friedrich III. |       |       |
| 10. Dezember | Reinhold Johan von Fersen         | schwedischer Graf, General und Politiker                              |       |       |
| 13. Dezember | Charles de La Fosse               | französischer Maler                                                   | 80    |       |
| 14. Dezember | Friedrich Feuerlein               | deutscher Theologe                                                    | 52    |       |
| 14. Dezember | Gabriel Thormann                  | Schweizer Unternehmer und Politiker                                   |       |       |
| 18. Dezember | Jan van Cleef                     | niederländischer Maler                                                | 70    |       |
| 18. Dezember | Thomas von Wickede                | Bürgermeister von Lübeck                                              | 70    |       |
| 20. Dezember | Anton Günther II.                 | Fürst von Schwarzburg-Arnstadt                                        | 63    |       |
| 20. Dezember | Susanna Maria von Sandrart        | deutsche Künstlerin                                                   | 58    |       |
| 22. Dezember | Tobias Reimers                    | deutscher Jurist und Bürgermeister der Stadt Lüneburg                 |       |       |
| Dezember     | Pierre Tabart                     | französischer Komponist und Kapellmeister des Barock                  | 71    |       |

## Datum unbekannt
| Tag | Name                         | Beruf, bekannt als                                         | Alter | Beleg |
| --- | ---------------------------- | ---------------------------------------------------------- | ----- | ----- |
|     | Anthim der Iberer            | orthodoxer Theologe und Metropolit der Ungaro-Wallachei    |       |       |
|     | Diedrich Baedeker            | deutscher Buchdrucker und Verleger                         |       |       |
|     | Edward Barlow                | englischer Uhrmacher                                       |       |       |
|     | Wilhelm Heinrich Behringer   | deutscher Baumeister                                       |       |       |
|     | Pierre Bullet                | französischer Architekt                                    |       |       |
|     | Pietro Guerrini              | Florentiner Zeichner, Techniker und Spion                  |       |       |
|     | Johan Kemper                 | polnischer Hochschullehrer                                 |       |       |
|     | Ewald Joachim von Kleist     | pommerscher Landrat und Diplomat                           |       |       |
|     | Lucianus Montifontanus       | Pater, Autor, Gelehrter                                    |       |       |
|     | Na'īmā                       | osmanischer Verwaltungsbeamter und Historiker              |       |       |
|     | John Nanfan                  | kommissarischer Gouverneur der englischen Kolonie New York |       |       |
|     | Johann Jakob Franz Vicarius  | deutscher Arzt, Toxikologe und Hochschullehrer             |       |       |
|     | Gustav Wattrang              | schwedischer Admiral                                       |       |       |
|     | Georg Andreas Wolfgang d. Ä. | deutscher Kupferstecher                                    |       |       |
|     | William Wycherley            | englischer Dramatiker                                      |       |       |